# سفیدبال‌های کبرخوار
سفیدبال‌های کبرخوار (نام علمی: Belenois) نام یک سرده از خانواده کاهی‌بالان است.
این پروانه‌ها از گیاه کبر تغذیه می‌کنند.